# Zakład produkcyjny
Zakład produkcyjny – fabryka, manufaktura, warsztat lub wytwórnia – jednostka gospodarcza wchodząca w skład przedsiębiorstwa, wyodrębniona pod względem techniczno-produkcyjnym oraz terytorialnym, przy czym odrębność pomija zróżnicowanie ze względu na stopień samodzielności finansowej. Przedsiębiorstwo jest kategorią ekonomiczną i prawną, natomiast zakład, podobnie jak filia czy oddział, są kategoriami terytorialnymi i organizacyjnymi, a niekiedy produkcyjnymi. Zakład produkcyjny jest elementem składowym firmy, posiada wyznaczone terytorium, lecz pozbawiony jest osobowości prawnej i odrębności ekonomicznej.